# Zebrias crossolepis
Zebrias crossolepis är en fiskart som beskrevs av Zheng och Chang, 1965. Zebrias crossolepis ingår i släktet Zebrias och familjen tungefiskar. IUCN kategoriserar arten globalt som otillräckligt studerad. Inga underarter finns listade i Catalogue of Life.